# Démocrite et Héraclite (Crespi)
Le tableau Démocrite et Héraclite est une peinture à l'huile sur toile de 143 × 116 réalisée après 1730 par Giuseppe Maria Crespi (1665-1747). Elle est conservée au musée des Augustins de Toulouse et appartient à sa collection italienne.

## Présentation
Giuseppe Maria Crespi est un héritier du XVIIe siècle, il est sous l'influence des Carrache (Annibal (1560-1602), Agostino (1557-1602) et Lodovico (1555-1619)) et du Guerchin (1591-1666). Artiste accompli, il ne se restreint pas à un genre pictural. Sa production est variée en s'intéressant à la nature morte, au portrait et à la peinture d'histoire. 
Francesco Maria Zanotti (1692-1777), mémorialiste bolonais et premier biographe de Crespi, parle de deux tableaux sur le thème des deux philosophes, un qui est peint dans les années 1720, perdu aujourd'hui, et le deuxième réalisé après 1730, qui est celui conservé au musée du Toulouse. 
L'iconographie de Démocrite, l'optimiste qui rit de tout, et Héraclite, le pessimiste qui verse des larmes sur la fragilité de la condition humaine, est un sujet apprécié par l'artiste. L'iconographie des deux philosophes provient du répertoire de Cesare Ripa (1555-1622). C'est un sujet dans l'air du temps, avec la représentation de Le Risa di Democrito, opéra créé à Bologne en 1726 et une version de ce sujet peint par le Guerchin, dont l'œuvre est signalée par Malvasia mais qui a disparu aujourd'hui. 
Ce tableau est caractéristique de la méthode de travail de Crespi, avec un arrière-plan dans une obscurité totale, permettant de faire ressortir les figures. Sa matière picturale  est typique avec une application à grands coups de brosse de manière généreuse.

## Provenance
Ce tableau  est acquis par Karl Wilhelm Ferdinand von Funck auprès des héritiers de Crespi. Il est ensuite mentionné dans les inventaires du duc de Brunswick au château de Salzdahlum, à partir de 1776. Il est envoyé au musée des Augustins de Toulouse par le gouvernement en 1812.

## Liens Internes

### Peinture
- Héraclite et Démocrite (Rubens)
- Démocrite (Vélazquez) ; Démocrite (Ribera) ;

### Philosophie
- Héraclite ; Démocrite

### Musique
- Héraclite et Démocrite (Salieri)